# Narendrella nilamburensis
Narendrella nilamburensis is een vliesvleugelig insect uit de familie Pteromalidae. De wetenschappelijke naam is voor het eerst geldig gepubliceerd in 1999 door Sureshan.